# Bessemerův konvertor

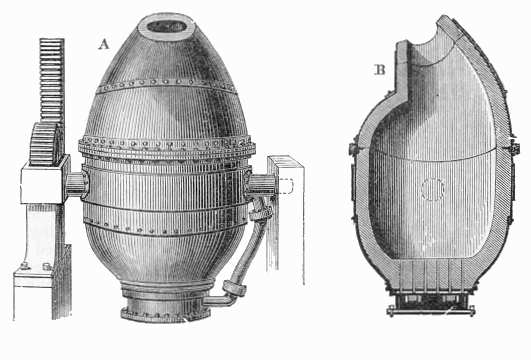
Bessemerův konvertor - pohled a řez

Bessemerův konvertor bylo první metalurgické zařízení, umožňující velkovýrobu oceli ze surového železa. Vynalezl jej anglický vynálezce Henry Bessemer (a je po něm pojmenován), který si konvertor i celý proces, nazývaný dnes bessemerizace, nechal patentovat v říjnu 1855. Nezávisle na něm objevil tento proces dříve Američan William Kelly, který však neměl prostředky na jeho odzkoušení. Podobná metoda (byť jen v malém měřítku) byla známa již dříve.

## Popis
Bessemerův konvertor je asi 6 metrů vysoká nádoba hruškovitého tvaru, opatřená vyzdívkou z rozemletého křemičitého písku, do níž je nalito roztavené surové železo. Ve dně nádoby jsou kanály, jimiž je do železa vháněn vzduch. Dno konvertoru se mimo konvertor opatří vyzdívkou s otvory, suší a poté se jeřábem vkládá do konvertoru. Celá nádoba se dá sklápět, což je důležité při plnění a vyprazdňování. Konvertor je nahoře otevřený, tímto otvorem vychází ven spaliny a plameny. Do sklopeného konvertoru se nalije surové železo, začne se dmýchat a konvertor se postaví. Tlak dmýchaného větru ( až 0,3 MPa) zabraňuje proniknutí železa do otvorů ve dně. Hloubka lázně bývá asi 0,5 m.
Při náplni 3 – 5 tun železa je doba výroby oceli – tedy konverze železa na ocel – asi 20 minut. Velké konvertory mohou zpracovat 15 až 50 tun železa na jednu náplň. Celý proces se řídí podle vzhledu a barvy plamenů a spalin vycházejících z otvoru konvertoru.

## Princip
Podstatou výroby oceli ze surového železa je odstranění nečistot obsažených v surovém železe, zejména snížení obsahu uhlíku pod 2,14%. V surovém železe je kolem 4% uhlíku. Při bessemerizaci je do roztaveného železa vháněn vzduch, který oxiduje nežádoucí příměsi, jako je uhlík, křemík nebo mangan. Kyselá vyzdívka neodstraní fosfor ani síru, obsah těchto prvků v surovém železe musí být tedy co nejnižší. Teplo potřebné pro správný průběh bessemerova pochodu se získává spalováním křemíku a manganu. V surovém železe proto musí být min. 1,2 až 1,5 % Si a asi 1% Mn. Spalováním Si a Mn se zvyšuje teplota kovové lázně a po dosažení asi 1350 °C se spaluje uhlík z surového železa za vzniku oxidu uhelnatého, který hoří bílým plamenem u ústí konvertoru. Mizení plamene je známkou ukončené oxidace uhlíku. Stupeň oduhličení se přesněji stanoví sledováním plamene spektroskopem. Ocel se dále dezoxiduje ( snižuje se obsah FeO) pomocí přídavku přísad dezoxidačních činidel s větší afinitou ke kyslíku než má železo, ty navážou oxid železnatý a odvedou ho do strusky. Případně se ocel nauhličuje na požadované složení a poté se odlévá. Ocel je možno také dodatečně legovat.

## Výhody a nevýhody bessemerova konvertoru
Bessemerův konvertor byl prvním zařízením, které umožnilo výrazně zvýšit produkci oceli a zároveň ji zefektivnit a zlevnit. Konvertorová ocel nahradila dosud používanou ocel svářkovou či kelímkovou, která byla drahá, její produkce byla nízká a kvalita značně kolísala. Výrazně tak přispěla k průmyslovému rozvoji zejména v USA.
Hlavní nevýhodou bessemerova procesu je totiž to, že vyrábí kvalitní ocel pouze ze železa z kvalitní rudy, tedy ze švédské nebo americké rudy. Evropské a britské rudy obsahují velké množství nečistot jako jsou fosfor a síra a základní (kyselý) bessemerův proces je neumí odstranit. Tuto nevýhodu odstranil až anglický chemik a metalurg Sidney Gilchrist Thomas. Nahradil původní křemičitou vyzdívku konvertoru vyzdívkou ze zásaditých materiálů, z dolomitu nebo vápence. Ten reaguje s nečistotami v tavenině, především s fosforem a tím jej z oceli odstraní. Zároveň se přidává pálené vápno, to část fosforu váže ve strusce. Takto upravený konvertor se nazývá Thomasův konvertor.
Dalšími nevýhodami bessemerizace je zvyšování obsahu dusíku (ze vzduchu), který ovlivňuje kvalitu oceli a také to, že relativně rychlý proces neumožňuje průběžnou kontrolu kvality oceli a také není možné při výrobě zároveň ocel legovat. Bessemerův konvertor také neumí zpracovat větší množství železného šrotu.
Uvedené nevýhody bessemerova a thomasova konvertoru byly odstraněny zavedením nových technologií. V první polovině 20. století Siemens-Martinskou pecí a později kyslíkovým konvertorem a obloukovou elektrickou pecí nebo rotačními konvertory (Kaldo) či rotačními pecemi (rotory).

## Galerie

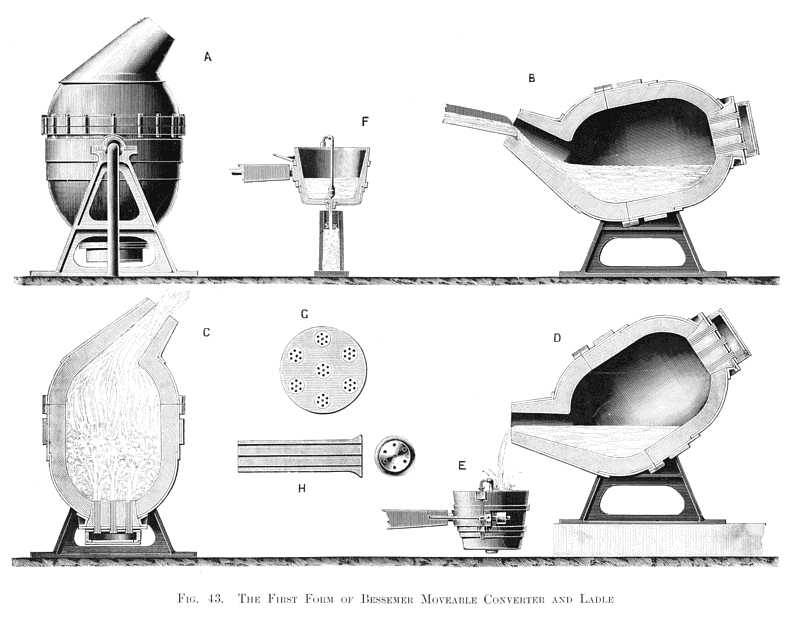
Schema bessemerova konvertoru
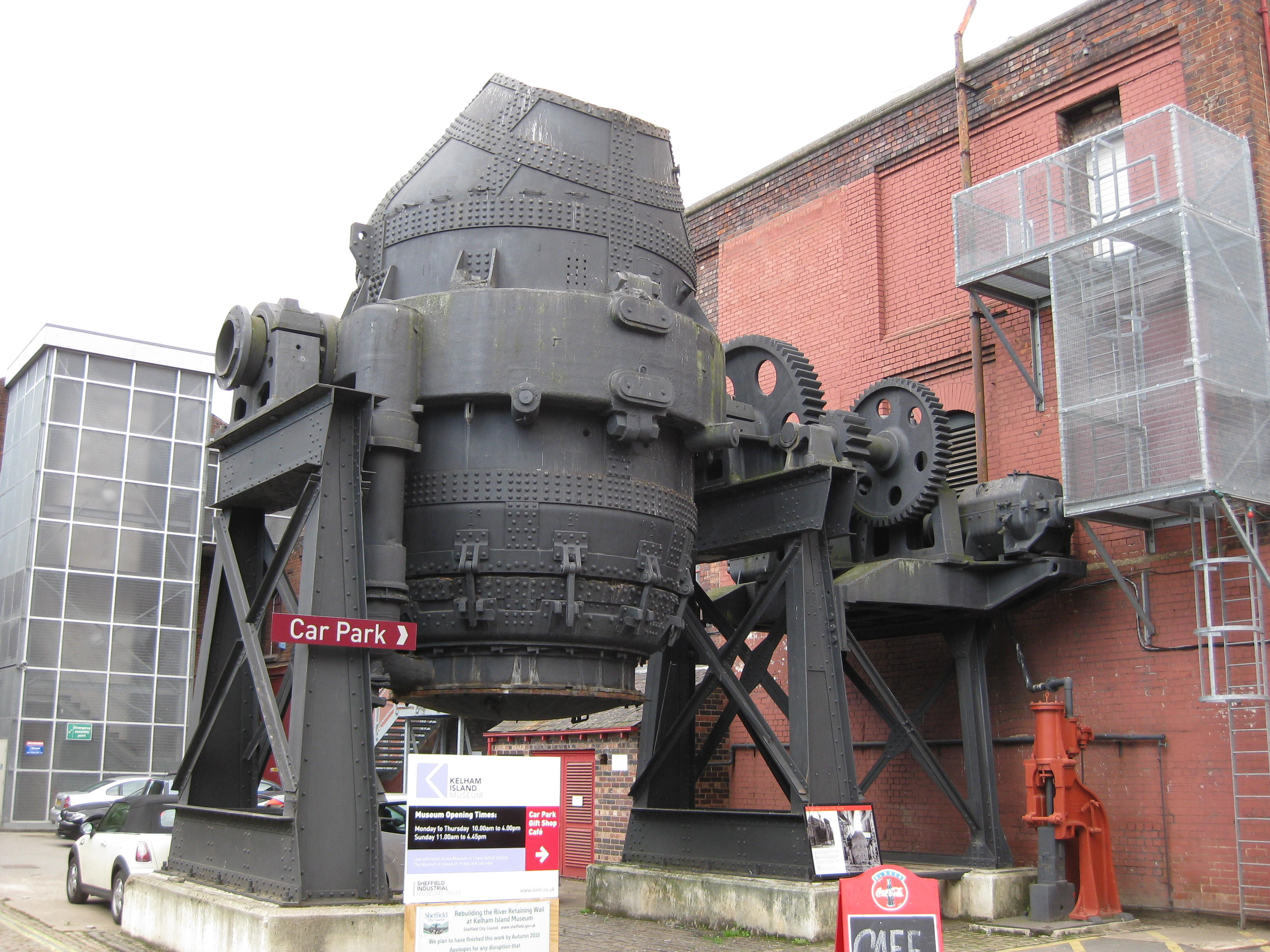
Bessemerův konvertor v Sheffieldu ve střední Anglii
Průběh čištění v bessemerově konvertoru
Bessemerův konvertor v provozu v Youngstownu, Ohio, 1941.
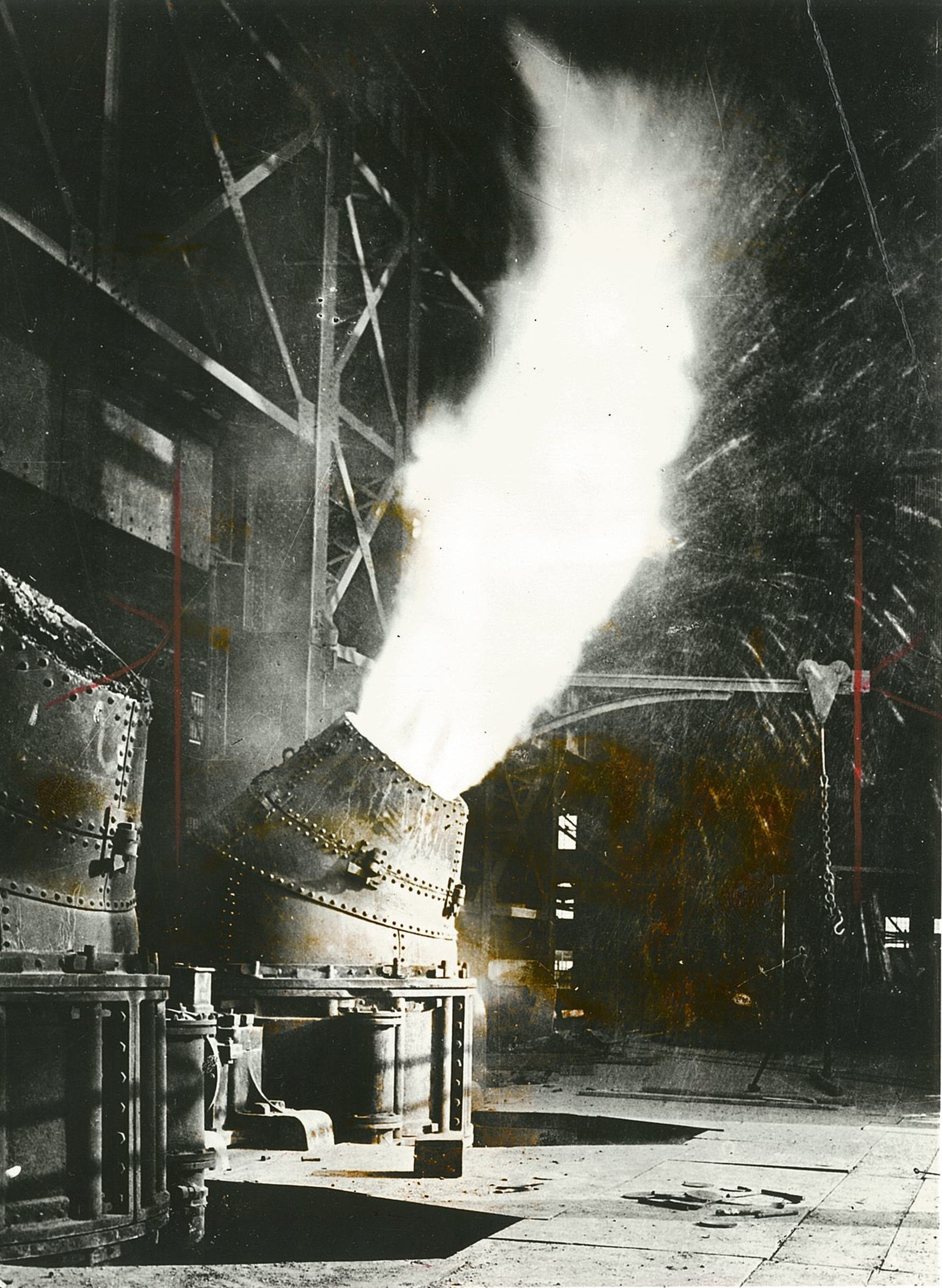
Bessemerův konvertor v provozu v ocelárně Lackawanna v New Yorku
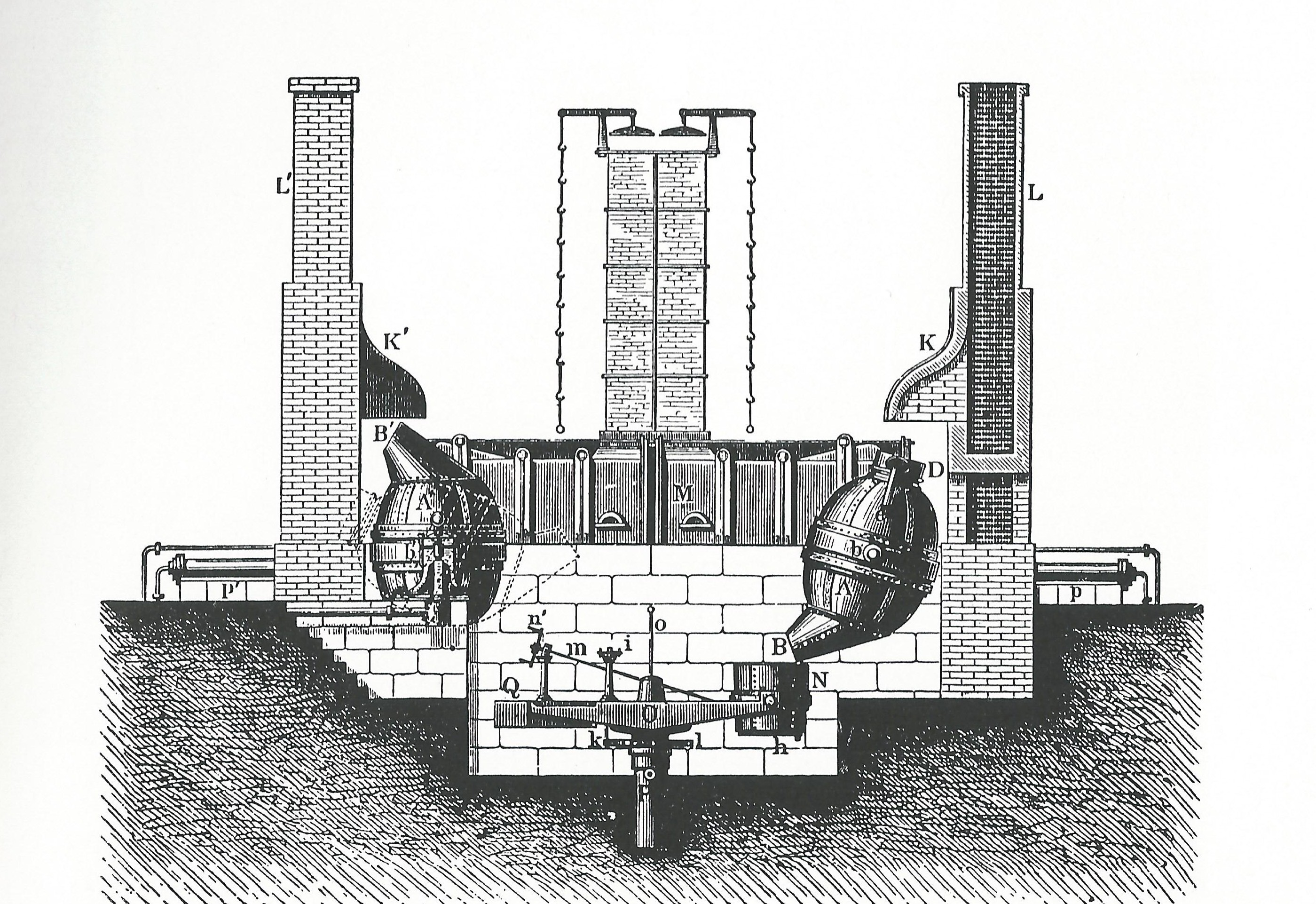
Schema dvou bessemerových konvertorů v tandemovém uspořádání